# Università di Altdorf

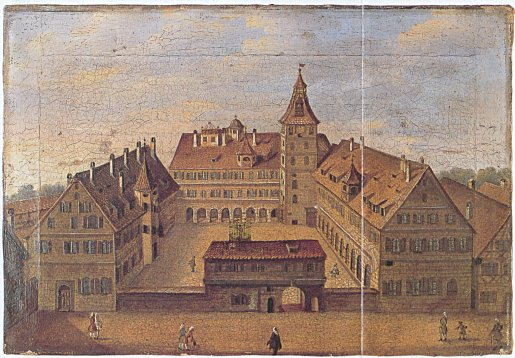
Università di Altdorf, 1714

L'Università di Altdorf (tedesco: Universität Altdorf) è stata una università in Altdorf bei Nürnberg, una piccola cittadina nei pressi della Libera Città imperiale di Norimberga. Essa fu fondata nel 1578, ricevette il privilegio di università nel 1622 e fu chiusa nel 1809 da Massimiliano I Giuseppe di Baviera.

## Storia
Nel periodo 1614-1617 Altdorf fu per pochissimo tempo il centro del Socinianesimo in Germania. Incoraggiati dalle connessioni degli Antitrinitari tedeschi all'Accademia Racoviana in Polonia, i Sociniani tedeschi e polacchi tentarono di stabilire ad Altdorf un'accademia simile. 
Tra gli studenti sociniani di rilievo c'era Samuel Przypkowski, 26 anni. Fu ammesso come studente il 22 marzo 1614, tre settimane dopo Thomas Seget, ma fu espulso da Altdorf nel 1616.
In quel periodo c'erano ampi sospetti di "Cripto-Socinianesimo" tra il corpo studentesco. Nel mese di gennaio del 1617 il sindaco Jacob Weigel portò due studenti Joachim Peuschel e Johann Vogel ad Altdorf e il collegio li costrinse ad una pubblica ritrattazione. A questa ritrattazione rispose Valentin Schmalz, uno dei professori tedeschi dell'Accademia in Polonia.